# Kuk (Tomislavgrad)
Kuk es un pueblo de la municipalidad de Tomislavgrad, en Bosnia y Herzegovina.

## Superficie
Posee una superficie de 7,22 kilómetros cuadrados.

## Demografía
Hasta 2013 la población era de 232 habitantes.